# Station Espéraza
Station Espéraza is een spoorwegstation in de Franse gemeente Espéraza.